# Metrodora sinuata
Metrodora sinuata är en insektsart som först beskrevs av Morse 1900.  Metrodora sinuata ingår i släktet Metrodora och familjen torngräshoppor. Inga underarter finns listade i Catalogue of Life.